# Skandal sterydowy WWF
Skandal sterydowy WWF – afera sportowa związana z prowadzonym w latach 1991–1994 śledztwem w sprawie możliwej nielegalnej dystrybucji sterydów anabolicznych, wśród wrestlerów związanych z korporacją World Wrestling Federation (WWF, późniejsze World Wrestling Entertainment).
Dystrybucja miała mieć miejsce po 1988, czyli w okresie, kiedy było to niezgodne z prawem. W 1991 postawiono zarzuty lekarzowi związanym z WWF, George’owi T. Zahorianowi III i uznano go winnym łącznie dwunastu zarzutów nielegalnej dystrybucji sterydów i środków przeciwbólowych wymagających recepty. W 1993 prezesowi WWF, Vince’owi McMahonowi, postawiono zarzut współudziału w dystrybucji i uniewinniono w 1994.

## Tło

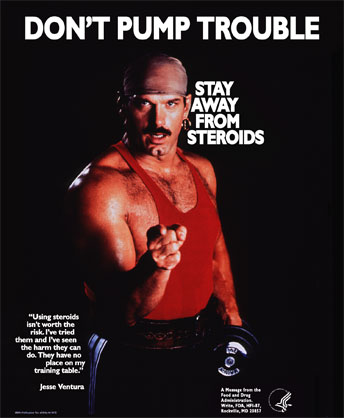
Plakat potępiający używanie sterydów, używany przez amerykańską Agencję Żywności i Leków w różnych okresach od 1976, z Jessem Venturą, który był wrestlerem, a w latach 80. komentatorem w WWF

Do listopada 1988 dystrybucja sterydów anabolicznych w celach innych, niż medyczne w Stanach Zjednoczonych nie była zabroniona. Mimo to, niektóre organizacje, a nawet instytucje rządowe prowadziły kampanię przeciwko sterydom. W jednej z kampanii Agencji Żywności i Leków brał udział wrestler i komentator związany z WWF, Jesse Ventura. Komisje sportowe miały przepisy zabraniające sportowcom używania sterydów, jednak uznanie wrestlingu za sport było kontrowersyjne z powodu elementów reżyserii widowiska. Według późniejszych zeznań głównej gwiazdy WWF, Hulka Hogana, stosowanie sterydów przez wrestlerów miało być powszechne, a on sam zażywał je przez całą dekadę. W listopadzie 1988 w życie weszło prawo federalne Anti-Drug Abuse Act, które między innymi zakazywało dystrybucji sterydów w celach innych, niż medyczne. Posiadanie sterydów na własny użytek było legalne w Stanach Zjednoczonych do 1991.

## Proces przeciwko George’owi T. Zahorianowi III
Doktor George T. Zahorian III (ur. 1947 lub 1948) był urologiem i podmiejskim lekarzem z Harrisburg, ze stanu Pensylwania. W latach 80. XX wieku pracował w zespole medycznym World Wrestling Federation (WWF), a także okazjonalnie występował w programach WWF i brał udział w różnych wątkach fabularnych związanych z wrestlingiem. 5 lutego 1991 usłyszał pierwsze zarzuty. Dotyczyły one dystrybucji sterydów kulturyście, który był tajnym informatorem służb ścigania od 18 października 1989. W sumie Zahorianowi postawiono 15 zarzutów dystrybucji nielegalnych substancji wrestlerom i sztangistom w całym kraju. Groziło mu 250 tysięcy dolarów grzywny i 5 lat więzienia. Zahorian był pierwszym lekarzem, któremu postawiono zarzuty na mocy prawa federalnego Anti-Drug Abuse Act z 1988.
19 czerwca przed sąd zostało wezwanych pięciu wrestlerów World Wrestling Federation: Brian Blair, Hulk Hogan, Rick Martel, Rowdy Roddy Piper i Daniel Stivey. Do tej pory figurowali oni w aktach sądowych jako John Doe, ale zostali zidentyfikowani przez adwokata oskarżonego, Williama C. Costopoulosa, który oparł obronę swojego klienta na kwestionowaniu konstytucyjności federalnego prawa zakazującego dystrybucji steroidów w każdym przypadku, z wyjątkiem leczenia choroby. Adwokat Hogana, Jerry McDevitt, chcąc chronić reputację swojego klienta, próbował przekonać prokuraturę Stanów Zjednoczonych, aby pozwoliła jego klientowi nie zeznawać.
24 czerwca 1991 prokurator federalny stwierdził, że Doktor George T. Zahorian III działał jako handlarz narkotyków, a nie lekarz, sprzedając sterydy anaboliczne i inne substancje kontrolowane wrestlerom i sztangistom w całym kraju. Asystent prokuratora Stanów Zjednoczonych, Theodore Smith III, potwierdził, że cztery zarzuty pod adresem Zahoriana dotyczą dostarczenia kontrolowanych substancji wrestlerom: Brianowi Blairowi, Rickowi Martelowi, Rowdy Roddy Piperowi i Danielowi Stive. Jeden zarzut, dotyczący zaopatrzenia w sterydy Hulka Hogana, został odrzucony po tym, jak Sędzia Federalny Stanów Zjednoczonych, William Caldwell, zadecydował, że Hogan nie musi odpowiadać na wezwanie sądowe z powodu prywatnych i osobistych spraw, które powinny być chronione. Kluczowe w sprawie okazały się nagrania rozmów telefonicznych i osobistych między Zahorianem, a Williamem Dunnem, trenerem i byłym sztangistą, który miał być jego informatorem. Po postawieniu zarzutów doktorowi, Dunn postanowił współpracować z prokuraturą.
25 czerwca 1991 Brian Blair, Rick Martel, Rowdy Roddy Piper i Daniel Stivey stawili się przed sądem w Harrisburgu w stanie Pensylwania. Wszyscy zeznali, że zamówili sterydy telefonicznie i otrzymali je od Zahoriana za pośrednictwem kuriera Federal Express.
26 czerwca 1991, w sądzie w Harrisburgu w stanie Pensylwania, Doktor George T. Zahorian III przyznał się do zaopatrzenia Hulka Hogana w sterydy anaboliczne w celu poprawy jego umiejętności i budowy ciała, a nie ze względów medycznych. Zaznaczył jednak, że nie wiedział, że dostarczania sterydów w celach innych, niż medyczne od listopada 1988 jest nielegalne i cały czas nadzorował kondycję fizyczną wrestlerów jako lekarz WWF. Potwierdził też zeznania Briana Blaira, Ricka Martela, Rowdy Roddy Pipera i Daniela Stivey.
27 czerwca 1991 ława przysięgłych sądu w Harrisburgu w stanie Pensylwania uznała Zahoriana winnym dwunastu z czternastu postawionych mu zarzutów: ośmiu zarzutów dystrybucji sterydów i czterech zarzutów nielegalnej dystrybucji środków przeciwbólowych wymagających recepty. Uznano go niewinnym postawionego mu zarzutu posiadania sterydów z zamiarem dystrybucji i zarzutu posiadania środków przeciwbólowych z zamiarem dystrybucji. W tym momencie Zahorianowi groziły 44 lata więzienia i 3 miliony dolarów grzywny. Żadnemu z zeznających wrestlerów nie wytoczono osobnego procesu, ponieważ użycie sterydów nie było nielegalne w okresie objętym aktem oskarżenia. Brian Blair, Rick Martel, Roddy Piper i Dan Stivey zeznali, że kupili sterydy od Zahoriana po tym jak ich dystrybucja stała się przestępstwem w 1988.
16 lipca 1991 prezes WWF Vince McMahon odniósł się do procesu Zahoriana na konferencji prasowej w Nowym Jorku. Przyznał, że sam użył sterydów tylko raz, a otrzymać je miał od doktora Zahoriana trzy i pół lub cztery lata wcześniej.
29 grudnia 1991 Doktor George T. Zahorian III został skazany na 12 700 dolarów grzywny i trzy lata więzienia począwszy od 3 lutego 1992. Po odbyciu kary doktor miał zostać objęty dwuletnim okresem próbnym.

## Proces przeciwko Vince’owi McMahonowi

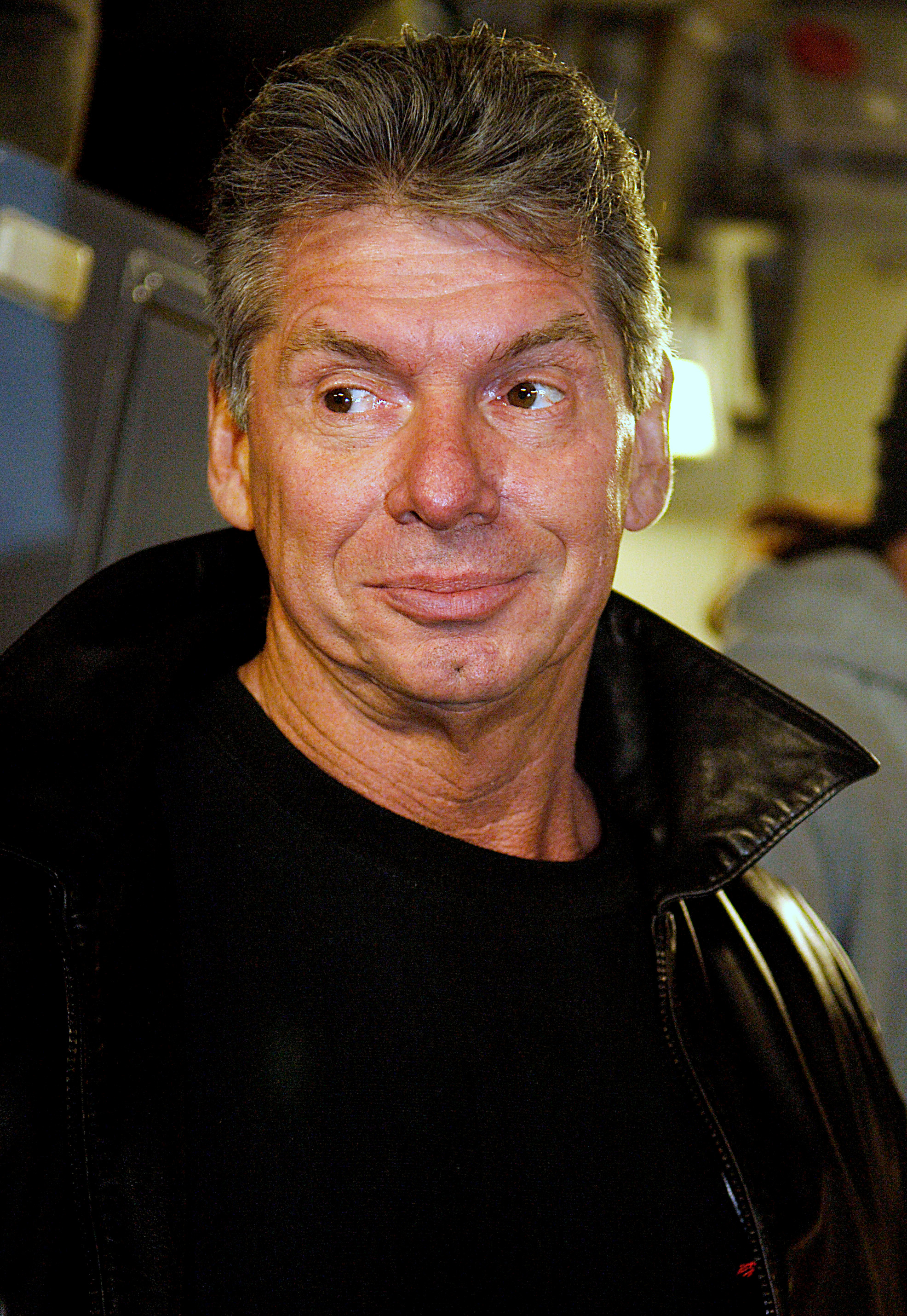
Vince McMahon – zarządca WWF uniewinniony w procesie

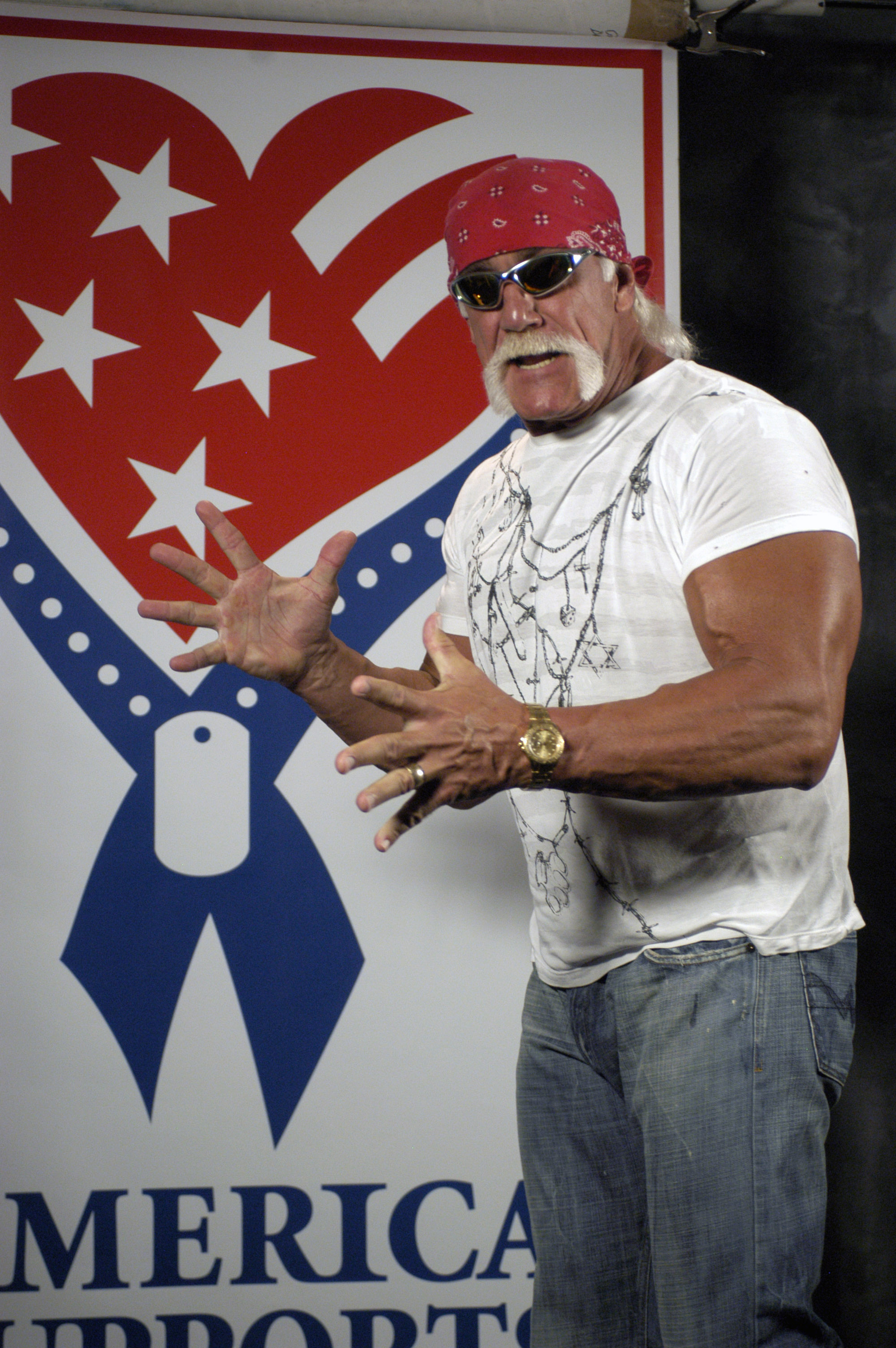
Hulk Hogan – sześciokrotny mistrz WWF, który zeznał, że w latach 80. stosowanie sterydów wśród wrestlerów było powszechne, a on sam robił to przez co najmniej 14 lat

18 listopada 1993 prezesowi WWF, Vince’owi McMahonowi, postawiono zarzut współudziału w dystrybucji sterydów anabolicznych dla wrestlerów i kooperacji ze skazanym w 1991 doktorem George’em T. Zahorianem III. Ponadto postawiono mu zarzut posiadania sterydów w październiku 1989 z zamiarem ich dystrybucji. McMahon nie przyznał się do postawionych mu zarzutów i oświadczył, że posiadał sterydy wyłącznie na własny użytek, zanim w 1991 stało się to przestępstwem federalnym. Przyznał, że podzielił się nimi z przyjacielem, jednak zaprzeczył, aby miał mieć cokolwiek wspólnego ze sterydami po 1991, kiedy zostały one zaklasyfikowane jako substancje kontrolowane. Dodał też, że jego organizacja nie toleruje sterydów. Prezesowi WWF groziło 8 lat więzienia i 500 tysięcy dolarów grzywny. Ponieważ dostarczenie sterydów miało się odbywać w rejonie Long Island, tam też był prowadzony proces. Na świadków wezwani zostali wrestler Hulk Hogan i była sekretarz wykonawcza prezesa WWF, Emily Feinberg.
7 lipca 1994 rozpoczął się proces. W pierwszym oświadczeniu prokurator Sean O’Shea powiedział, że sterydy były dystrybuowane w WWF jak cukierki przez doktora George’a T. Zahoriana III, który pozyskiwał je od firmy Rugby-Darby Pharmaceutical Company, a Vince McMahon i jego pracownicy mieli opracować plan prania pieniędzy, aby ukryć transakcje, które przeprowadzali z doktorem Zahorianem. Adwokat McMahona, Laura A. Brevetti, oświadczyła, że jej klient nie wpływał na zakupy sterydów u Zahoriana, ani na decyzję wrestlerów o przeprowadzaniu takich transakcji.
Od 7 do 11 lipca 1994 sąd federalny przesłuchiwał skazanego w 1991 za dystrybucję sterydów doktora George’a T. Zahoriana. Przesłuchiwany zeznał, że wysłał Hulkowi Hoganowi sterydy anaboliczne za pośrednictwem kuriera Federal Express. Zeznał też, że Vince McMahon był jednym z jego klientów. Z doktorem w sprawie transakcji kontrolowanych środków miała się kontaktować sekretarz wykonawcza prezesa WWF, Emily Feinberg. Adwokat McMahona, Laura A. Brevetti, zapewniła, że te sterydy były przeznaczone wyłącznie do użytku osobistego, jako że McMahon był amatorskim kulturystą.
11 lipca 1994 sąd federalny przesłuchał byłego wrestlera, Nailza, który zeznał, że Vince McMahon osobiście polecił mu używanie sterydów. Prezes WWF miał powiedzieć, że 300 funtów wagi to niewystarczająco dużo, by odgrywać postać Nailza. Gdy wrestler odpowiedział, że ćwiczy regularnie, ale nie bierze sterydów, McMahon maił powiedzieć powinieneś i Zdecydowanie sugeruję ci iść na gaz. Wcześniej prokurator Sean O’Shea ustalił, że gaz jest czasem używany w slangu jako określenie sterydów. Nailz zapewnił, że nigdy nie zastosował się do zalecenia McMahona. Było to pierwsze zeznanie wiążące McMahona z dystrybucją sterydów. W tym momencie prezesowi WWF groziło 11 lat więzienia.
14 lipca 1994 odbyło się przesłuchanie Hulka Hogana przez prokuratora Seana O’Shea. Hogan zeznał, że w latach 80. XX wieku używanie sterydów przez wrestlerów było powszechne, a on sam stosował je prawie 14 lat. Oświadczył, że w czasie tras WWF kontaktował się z ówczesną sekretarz wykonawczą Vince'a McMahona, Emily Feinberg, za pośrednictwem której składał zamówienia u doktora Zahoriana. Zamówienia miał odbierać regularnie w siedzibie World Wrestling Federation razem z listami od fanów i wypłatą. Przyznał, że zażywał sterydy anaboliczne nie tylko po to by zwiększyć masę ciała, ale także po to, by leczyć rany i podtrzymywać kondycję, ale w końcu całkowicie przestał je zażywać. Gdy jednak Hogana przesłuchiwała adwokat Vince'a McMahona, Laura A. Brevetti, Hogan stwierdził, że miał receptę na sterydy, więc myślał, że nie popełnia przestępstwa, a sam Vince McMahon nigdy nie polecił mu, ani nie zachęcał go do ich stosowania.
22 lipca 1994 sąd oczyścił McMahona ze wszystkich postawionych mu zarzutów. Prokuratura ustaliła, że w latach 80. XX wieku stosowanie narkotyków było powszechne wśród personelu WWF, a wśród stosujących byli Vince McMahon i Hulk Hogan, ale używanie było sprawą indywidualną, a nie efektem korporacyjnego spisku. Jedenastu wrestlerów wezwanych przez prokuraturę odmówiło składania zeznań przeciwko McMahonowi. Obrona nie wzywała własnych świadków. Adwokat McMahona, Laura A. Brevetti, oświadczyła, że doktor Zahorian i Vince McMahon rozmawiali o sterydach krótko i tylko raz, w 1988. Prezes WWF miał wtedy wyrazić troskę o zdrowie swoich pracowników.

## Znaczenie
Skandal zaszkodził wizerunkowi World Wrestling Federation (WWF) i poprzedzał jeden z najmniej dochodowych okresów w historii tej firmy. Po procesie WWF wprowadziło restrykcyjną politykę testów na obecność narkotyków. W związku z tym wielu starszych wrestlerów, mających wyrobioną reputację, musiało rozstać się z firmą. Odejście Hulka Hogana z WWF w lipcu 1993 i przyłączenie się do konkurencyjnego World Championship Wrestling (WCW) jest uznawane za początek ery New Generation w organizacji. W wywiadzie dla magazynu Power Slam UK Magazine z 1994 Hogan potwierdził, że postanowił odejść z WWF, ponieważ Vince McMahon chciał zacząć bardziej promować innych wrestlerów. Odeszli też tacy wieloletni i popularni zawodnicy jak Randy Savage i Ted DiBiase. W kolejnym roku po zakończeniu procesu McMagiba, WCW wykorzystało osłabioną reputację WWF i przesunęło godziny emisji swojego sztandarowego programu na tę samą godzinę, o której emitowany był sztandarowy program WWF. Wieloletnia rywalizacja między obiema konkurencjami przeszła do historii jako Monday Night Wars.
Analitycy zauważyli, że wrestlerzy WWF po 1994 charakteryzowali się mniejszą budową ciała, niż przed skandalem sterydowym. Większe role przypadły takim zawodnikom jak Bret Hart i Shawn Michaels, którzy opierali swój styl walki na zwinności, a nie na sile.
Mimo wprowadzenia przez WWF nowych sposobów walki ze sterydami, nadal zdarzały się incydenty z nimi związane. Dopiero po śmierci wrestlera Eddiego Guerrero, która ponownie nagłośniła ten problem, wprowadzono tak zwaną politykę wellness.
Ponieważ zarządca Vince McMahon był zajęty z powodu swojego procesu, oddał kontrolę nad WWF swojej żonie Lindzie McMahon, która pełniła to stanowisko do 7 czerwca 2000.